# Kiezen of Delen
Kiezen of Delen is een Nederlandse kennisquiz, die werd uitgezonden in samenwerking met de Nederlandse Sponsorloterij. Het programma werd uitgezonden op RTL 4 van oktober 2000 tot september 2001. De presentatie lag in handen van Martijn Krabbé.

## Opzet
Het spel bestond uit drie onderdelen.
Het spel begon met zes kandidaten. In de eerste ronde werd al vrij snel bepaald wie de twee kandidaten waren die de halve finale mochten spelen. Dit werd door middel van een aantal shoot-outvragen bepaald. In de halve finale namen de deelnemers die door waren in de eerste ronde het tegen elkaar op en deze mochten ook beide een familielid, vriend of kennis meenemen om mee te helpen. De spelers kregen om beurten meerkeuzevragen te zien. Elke keer kon bij elke vraag 50.000 gulden worden ingezet, en bij de laatste zelfs 100.000 gulden.
Bij de eerste vraag waren er zes mogelijke antwoorden. Dit werd bij elke vraag een antwoord minder, dus twee bij de laatste. Wist de kandidaat een antwoord zeker, dan kon hij/zij het op een antwoord neerzetten. Zo niet, dan mocht het verdeeld worden. Dit moest echter wel in porties van 10.000  gulden. Degene die uiteindelijk de hoogste score had kon de finale spelen.
Het geld dat een kandidaat in de finale kon winnen was het bedrag dat hij/zij in de tweede ronde bij elkaar had gesprokkeld. Dit was meestal ongeveer rond de 200.000 gulden. De finale werkte eigenlijk hetzelfde als ronde 2, alleen had men nu bij de eerste vraag twee antwoorden en bij de laatste zes. De finale was afgelopen als al het geld was verspeeld of als de kandidaat de laatste vraag goed had. Het bedrag dat hierop stond was dan gewonnen en was altijd minimaal 10.000 gulden. Het hoogst behaalde bedrag in de finale bij deze quiz was 500.000 gulden. Ook heeft de Duitse zender Sat.1 deze quiz in het jaar 2000 uitgezonden onder de titel Das Millionenquiz.